# Ducatul de Franconia

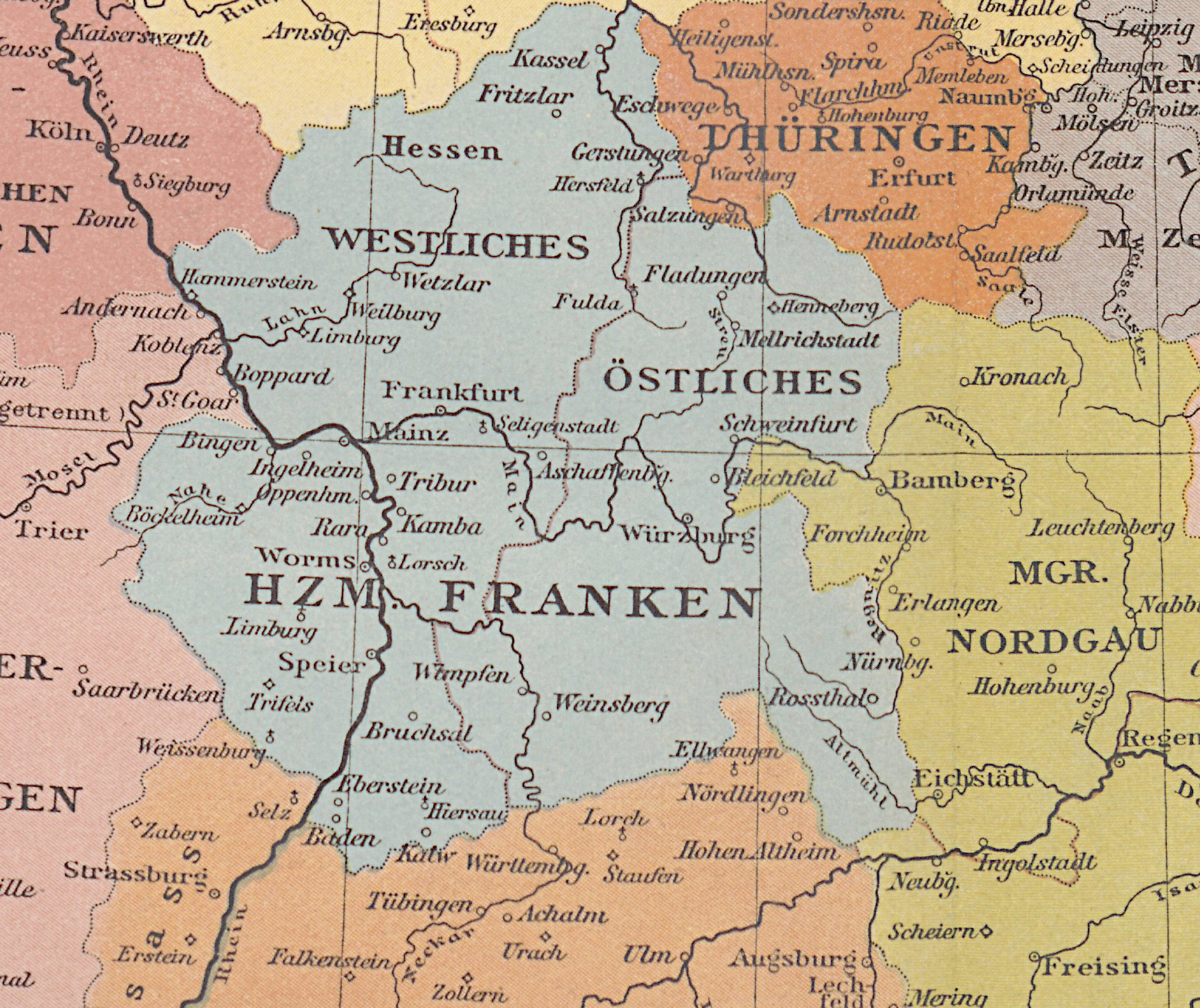
Franconia în jurul anului 800

Ducatul de Franconia a fost unul dintre ducatele din Germania medievală din perioada de constituire a Sfântului Imperiu roman de națiune germană în secolul al X-lea, parte a fostei Austrasia a francilor.
Spre deosebire de celelalte regiuni ale francilor, Franconia nu a evoluat către o entitate politică stabilă. Primul său duce a fost ales de către regele Germaniei în 911, iar fratele său, care i-a succedat ca duce, a murit în 939, pe când se răscula împotriva regelui următor. Regele nu a mai numit un nou duce de Franconia, iar ducatul a fost fragment în mai multe comitate și episcopii, subordonate direct regelui Germaniei. În partea apuseană a Franconiei, numită Franconia renană se aflau mai multe comitate care aparțineau dinastiei saliene. Membrii săi au fost uneori menționați ca fiind duci de Franconia, ei devenind dinastia regală a Germaniei în 1024. Teritoriile francone ale lor au fost acordate în 1093 ca fief contelui palatin de Aachen, care va evolua transformându-se ulterior într-un important principat german, al Palatinatului Elector (Kurpfalz).
Ducatul de Franconia a fost achiziționat de regele Otto I "cel Mare", după eșecul răscoalei ducelui din familia Conradinilor, Eberhard din 939, în bătălia de la Andernach. Odată cu progresele contelui Conrad "cel Roșu", Franconia renană a devenit baza puterii familiei imperiale a Salienilor, care a oferit patru împărați în secolele al XI-lea și al XII-lea: Conrad al II-lea, Henric al III-lea, Henric al IV-lea și Henric al V-lea. Regiunea cuprindea orașele ca Mainz, Speyer sau Worms, cele două din urmă reprezentând centre comitale în mâionile descendenților salieni ai lui Conrad "cel Roșu". Acelti conți erau consemnați uneori în mod informal ca duci de Franconia.
Împăratul Conrad al II-lea a fost cel din urmă care a purtat titlul ducal de Franconia. Când el a murit în 1039, Franconia renană a fost guvernată de o constelație de mici state, precum orașele Frankfurt, Speyer și Worms, principatele-episcopate de Mainz, Speyer și Worms, ca și landgafatul de Hessa, pe atunci parte a Thuringiei. Pe lângă aceste entități puternice, se înregistrează și foarte multe state mai mici. În 1093, împăratul Henric al IV-lea a acordat teritoriile saliene din Franconia renană ca fief lui Henric de Laach, contele palatin de Lorena Inferioară, cu sediul la Aachen, ale cărui posesiuni vor evolua ulterior către importantul principat de Palatinat. În vreme ce împăratul Frederic I "Barbarossa" a conferit în 1198 titlul ducal către principele-episcop de Würzburg din Franconia răsăriteană, Franconia renană a fost divizată până la dispariție.